# El Camí
El Camí (« Le Chemin ») est un hebdomadaire en langue catalane publié à Valence (Espagne) entre 1932 et 1934.
Il cherchait à rassembler toutes les forces du nationalisme valencien afin de défendre l'autonomie régionale.

## Histoire
Dès son premier numéro, publié le 5 mars 1932, El Camí prônait la coopération entre les « deux partis valencianistes, l'Unió Valencianista Regional et l'Agrupació Valencianista Republicana », soulignant qu'ils « sont composés de personnes qui apportent à la politique des intentions désintéressées à la politique [...], qui représentent l'idéal du futur ». À cette époque, ils faisaient partie de la Conjonction de Partis pour le Statut d'Autonomie, qui s'opposait aux prétentions du blasquisme de n'inclure dans le statut d'autonomie que la province de Valence, compte tenu des réticences qu'avait rencontrées à Alicante et Castellón son Avant-projet de statut d'autonomie de la Région valencienne.
La revue devint bientôt le principal porte-parole du « valencianisme totalitaire » prôné par Joaquim Reig, allant jusqu'à proposer la tenue d'un grand congrès valencianiste auquel furent conviés l'Unió Valencianista Regional, l'Agrupació Valencianista Republicana (AVR) et le Centre d'Actuació Valencianista (CAV), présidé depuis janvier 1933 par Reig lui-même, dans le « but d'élaborer quelques déclarations doctrinales minimales, dont la mise en œuvre puisse rassembler tout le monde ». Le 18 mars 1933, El Camí annonçait que la réunion entre les représentants du CAV et de l'AVR avait abouti à la proposition de former un nouveau parti « totalitaire » sous le nom d'Acció Valencianista Republicana, aspirant à la « reconnaissance de la pleine personnalité du Pays valencien » et dont l'objectif immédiat serait « la propagande et l'obtention de l'autonomie du Pays valencien à travers un Statut ». Cependant, l'AVR refusa finalement de rejoindre le nouveau parti.
El Camí prit la défense de Reig lorsqu'il fut critiqué par l'AVR après s'être présenté à Barcelone sur la liste de la Lliga Catalana aux élections générales de novembre 1933, à l'issue desquelles il fut élu député au Congrès . L'AVR déclara qu'il avait été élu « par les voix des femmes barcelonaises portant mantille et rosaire » — c'est-à-dire des bigotes — et qu'en se présentant pour la Lliga, il avait révélé le véritable sens de sa doctrine « totalitaire » : « Que celui qui compromet le valencianisme en s'alliant à la défense de certains intérêts de classe et de parti bien éloignés de la démocratie qu'il prêche ne nous parle pas de retards dans le renouveau valencianiste » El Camí répondit : « Nous n'entretiendrons désormais aucun contact avec l'AVR. Pour nous, elle n'existe plus. Et nous recommandons à nos amis de quitter par patriotisme une organisation qui attaque injustement l'homme qui a le plus œuvré pour le valencianisme depuis l'avènement de la République. »
En février 1934, El Camí annonça qu'il envisageait de suspendre sa publication « en raison d'un manque d'efficacité », constatant « qu'il n'y avait pas d'environnement favorable à la thèse patriotique selon laquelle les Valenciens conscients ont le droit et l'obligation d'impulser notre mouvement dans une orientation commune, quelles que soient leurs opinions sur d'autres questions ».  Sa publication cessa après son 133e exemplaire à cause de la répression qui suivit la grève générale révolutionnaire de 1934.

## Principaux collaborateurs
Parmi ses principaux collaborateurs figuraient : Joaquim Reig, Adolf Pizcueta, Pasqual Asins, Francesc Caballero Muñoz (sous le pseudonyme de Daniel Tossal), Enric Navarro i Borràs, Carles Salvador, Emili Gómez Nadal, Manuel Sanchis Guarner, Xavier Pallarés, Gaetà Huguet i Segarra et Robert Moròder Molina,.